# Monaster św. Michała Archanioła w Stepaniu
Monaster św. Michała Archanioła – prawosławny męski klasztor działający w Stepaniu najpóźniej od początku XVI w. do początku wieku XVII.
Najstarsza wzmianka o klasztorze pochodzi z 1505. Prawdopodobnie powstał on z fundacji Semena Jurjewicza Dubrowickiego i jego żony Anastazji. Gdy Stepań stał się własnością Ostrogskich, Konstanty Wasyl Ostrogski nadał monasterowi prawo pobierania dziesięciny ze wsi Midsko. Znaczenie i dobrą sytuację materialną monasteru potwierdza fakt, że w latach 1599 oraz 1606–1610 w klasztorze rezydowali goszczący w Rzeczypospolitej hierarchowie starożytnych patriarchatów prawosławnych. Klasztor pozostawał prawosławny przez cały okres swojego istnienia, mimo przejścia eparchii turowsko-pińskiej na unię, na mocy decyzji jej ordynariusza, biskupa Jonasza.
Monaster w Stepaniu przestał istnieć po śmierci Konstantego Wasyla Ostrogskiego i przyjęciu przez jego synów katolicyzmu. Nowi właściciele Stepania dokonali również zmiany biegu Horynia w miejscowości, przez co budynki klasztorne zostały całkowicie zniszczone.
Znane są imiona dwóch ihumenów monasteru w Stepaniu: Sylwestra, sprawującego urząd w 1572, i jego następcy Izaaka, uczestnika antyunijnego soboru w Brześciu w 1596.